# Flight Information Exchange Model
Flight Information Exchange Model (FIXM, deutsch Fluginformationsaustauschobjekt) ist ein Datenformat für den Austausch von Informationen über Flugdaten während des gesamten Lebenszyklus eines Flugzeugs. FIXM erhöht Interoperabilität zwischen allen Beteiligten des Luftverkehrs durch die Erfassung und Dokumentation von Wechselwirkungen zwischen Flugverkehrsmanagementsystemen, Luftraumnutzern, Transportbehörden, Sicherheits- und Verteidigungsbehörden, Logistik- und Transportunternehmen, sowie vielen mehr.